# Zichy-kastély (Soponya)
A mai épület elődjét 1751 és 1757 között építette Zichy János barokk stílusban. Védett angolkertje az 1810-1820-as években készült.

## Története
A mai épület elődjét 1751 és 1757 között építette Zichy János barokk stílusban, mely akkor egy földszintes, L alakú kúria volt. A következő építkezés 1772-1773 között történt, az eredeti épületet a jobb oldali szárnyba beépítették, ekkor nyerte el U alakú alaprajzát. Ekkor építették az emeletet a főszárnyra, és ekkor készült el az udvar lépcsőháza. Az építkezés valamikor 1807-ben fejeződött be, ezt az évszámot megörökítő címert a főhomlokzat oromzatáról 1945-ben leverték. A 2. világháború alatt a kastélyt kifosztották, ezek után sokáig üresen állt. 1958-tól iskola és gyermekotthon céljára alakították át az épületet Ádám Zsigmond vezetésével, ezután az épületben 1998-ig a Soponyai Gyermekváros működött. 1984 és 1989 között felújították. Az épület korábbi nevén a Kincstári vagyonkezelő, jelenleg a Magyar Nemzeti Vagyonkezelő tulajdonában, a NÖF Nemzeti Örökségvédelmi Fejlesztési Nonprofit Kft. kezelésében van. 
Felújítása hamarosan megkezdődik a Nemzeti Kastélyprogram és Nemzeti Várprogram 2. ütemében
A kastély jelenleg üresen áll, folyamatosan őrzik és nem látogatható. 

## Megközelítése
A kastély a 6307-es és a 6331-es utak keresztezése közelében található, parkjának főbejárata a 6331-es út (Árpád utca) felől nyílik.